# みやこ (企業)
株式会社みやこ（MIYACO Co., Ltd.）は、日用品販売を行っている会社である。
飲食店や各種イベント向けの紙コップやペーパータオル、おしぼりやパーティーグッズなどを中心にキッチン用品やオフィス用品なども併せて販売している。

## 沿革
- 1989年（昭和64年） - 備後地区のアパレル副資材販売として創業。[1]
- 2016年（平成28年） - Eストアーネットショップ大賞2016Grandprix中国エリア広島県の銘店金賞受賞[2]
- 2020年（令和2年） - SDGs宣言[3]
- 2022年（令和5年） - 楽天市場出店19周年[4]

## SDGsへの取組み
イベントやデリバリー、医療・介護用に欠かせない消耗品の販売を手掛ける企業として、当社独自の環境に優しい素材・材料を活用した商品開発やリサイクルを提案することなどにより、自然環境の保全に寄与する。地元の人材採用や、自社商品の寄付などを通じて持続可能な地域社会の実現に貢献する。

## 取り扱い商品
- 紙コップ

- タオルペーパー|ペーパータオル

- マスク

- 割り箸

## 店舗
- miyacoオンラインショップ

- ディスカウントみやこ

- みやこオンラインショッピング

- みやこショッピングサイト

- miyacoオンラインショッピング